# Teufelsbuhlschaft

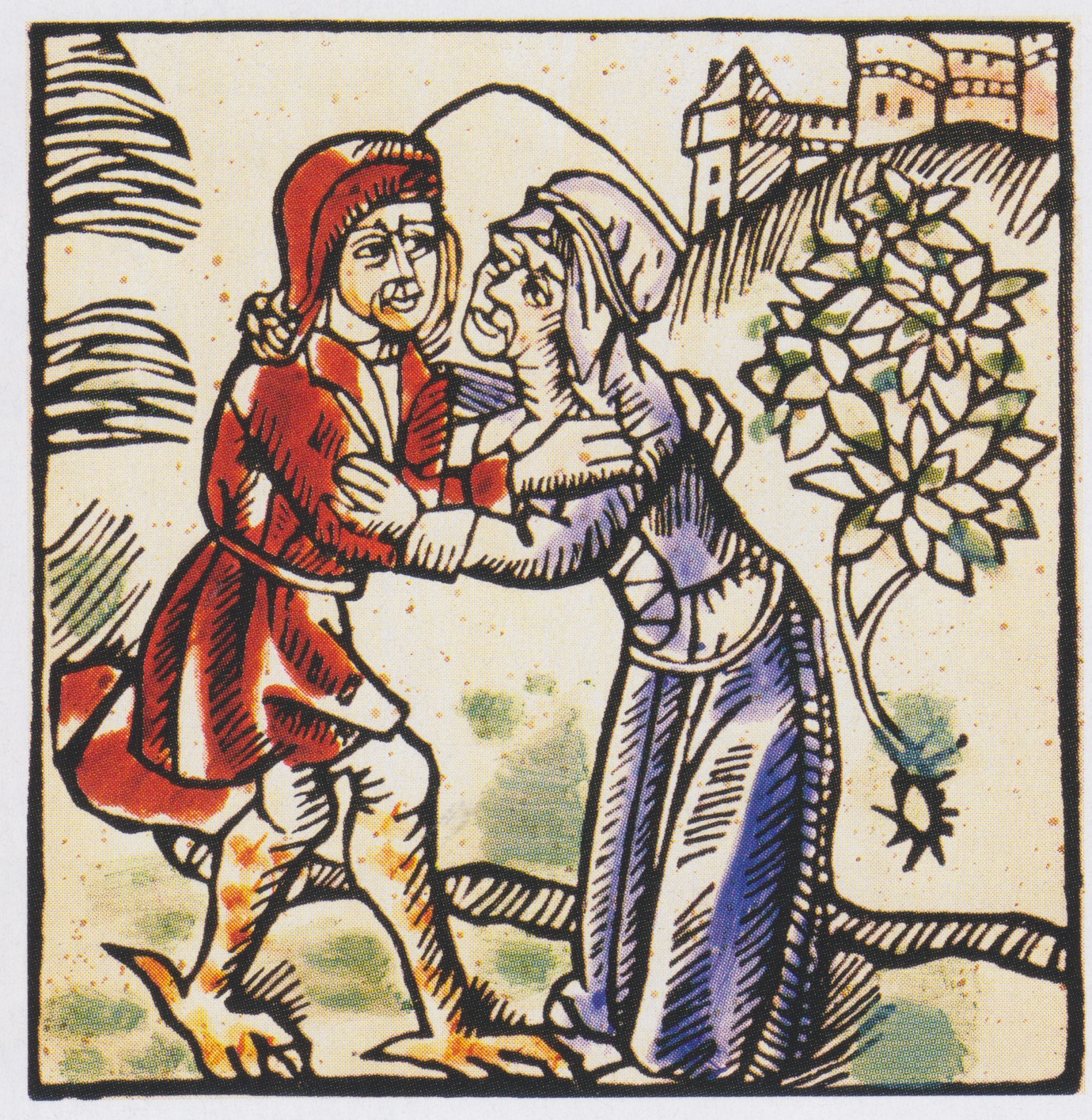
Buhlschaft mit dem Teufel

Teufelsbuhlschaft bedeutet „Eheschließung“ und intime (sexuelle) Beziehung mit Satan.
Das Wort Teufelsbuhlschaft enthält den aus der Mode gekommenen Ausdruck „Buhlschaft“, was die Geliebte bedeuten kann, oder auch Ehe, Verlobung und sexuelle Beziehung (buhlieren, boleren). Allgemein gebräuchlich ist heute noch das Wort „Nebenbuhler“.

## Teufelsbuhlschaft in den frühneuzeitlichen Hexenverfolgungen
Teufelsbuhlschaft war neben dem Teufelspakt, dem Hexenflug und der Verwandlung in Tiere (z. B. Werwolf), der Teilnahme am Hexensabbat und dem Schadenzauber ein zentraler Anklagepunkt in den frühneuzeitlichen Hexenprozessen. Grundlage für die Hexenverfolgungen war die kaiserliche Halsgerichtsordnung Karls V. von 1532 (Constitutio Criminalis Carolina), die die Angeklagten nach dem Geständnis der Hexerei mit dem Feuertod bedrohte. Grundlage der Anklagepunkte in den Hexengerichtsverfahren waren die Schuldvorwürfe der systematischen Hexenlehre, wie sie u. a. der Hexenhammer des Dominikaners Heinrich Kramer (lat. Henricus Institoris) von 1486 wiedergibt.
Entsprechend der frühneuzeitlichen Hexenlehre wurde der mit dem Teufel eingegangene Bund des Teufelspaktes in Form einer Eheschließung (Teufelsbuhlschaft) und durch den Geschlechtsverkehr einer Hexe mit dem Satan vollzogen.

## Geständnisse zur Teufelsbuhlschaft in den Hexenprozessen
Diese Anklagepunkte machten gemeinsam das so genannte Kumulativdelikt „Hexerei“ aus. In jedem Prozess wurden die Angeklagten im Verhör über diese vier Tatbestände befragt und gestanden nach Androhung oder unter Anwendung der Folter.
In der Frühen Neuzeit gehörte es zu den gängigen Überzeugungen, dass Hexen geschlechtlich mit dem Teufel verkehrten, so dass in den Verhören detailliert nach dem Verlauf der Teufelsbuhlschaft gefragt wurde.
Laut den Aussagen der Angeklagten nahte sich der Teufel als Verführer. Er kam zu Frauen entweder in Gestalt eines gut gekleideten Fremden oder Bekannten. Angeklagte Männer beschrieben, dass der Teufel in Gestalt einer schönen Frau erschienen sei. Sie hätten dann Geschlechtsverkehr mit dem Teufel getrieben. Das Geschlechtsteil des Teufels   wurde als „unnatürlich“ und als „kalt“ beschrieben. Der Teufel konnte dabei – je nach Bedarf – die Rolle eines Mannes oder die einer Frau einnehmen (er trat als Incubus oder Succubus auf).

## Beispiel aus einer Hexenprozessakte
Aus einer Hexenprozessakte wird nachfolgend der Vorwurf der Teufelsbuhlschaft im Zusammenhang mit anderen Anklagepunkten der Hexenlehre (Teufelspakt und Hexentanz) wiedergegeben. Es ist das Verhör im Hexenprozess gegen die angeklagte Christine Teipel aus Oberkirchen, 9 Jahre alt, am Montag, 18. März 1630.
1. Teufelspakt
"bekend guetlich, daß Johan Bell...vor etzlicher zeit, weiß nit, wieviel jar, in Stephans backhaus sie die zauberei gelert, ...(Sie) Hette auch austrucklich dem teuffel zugesagt, waruf der teuffel in eins wackern jungen gestalt, ...zu ir kommen, ... zu ir gesagt, ob sie im auch stehen [zu ihm stehen] wolte. Sie im druff geandwortet: ja, wen er ir etzwas guts tun wölte, wilches er ir auch zu tun versprochen."
2. Hexentanz auf dem Hexensabbat
"Sein boel (Teufelsbuhle) hett mit ir gedanzt... Der tanz hette woll zwei stunde geweret"
3. Teufelsbuhlschaft
"bekend, daß der bol (Teufelsbuhle) ein ding furm leib gehabt, damit ihr in ir schamb etc., hab kein freud dabei gehabt, were gewesen, als wens holz gewest; und so oft sie zum tanz gezogen, hette er erst zu ihr kommen und boliret [= Geschlechtsverkehr haben], und wen sie´s nit leiden wolten, hette er ir zu schlagen gedrauwet" [= gedroht].